# Audiernes
Die Audiernes ist ein kleiner Fluss in Frankreich, der im Département Aveyron in der Region Okzitanien verläuft. Sie entspringt im südlichen Gemeindegebiet von Lugan, entwässert generell Richtung Westnordwest und mündet nach rund 18 Kilometern an der Gemeindegrenze von Naussac und Sonnac als rechter Nebenfluss in die Diège.

## Orte am Fluss
(Reihenfolge in Fließrichtung)
- Cabelles, Gemeinde Lugan
- Montbazens
- Montpestels, Gemeinde Montbazens
- Sudres, Gemeinde Galgan
- Peyrusse-le-Roc
- Le Théron, Gemeinde Peyrusse-le-Roc

## Sehenswürdigkeiten
Das mittelalterliche Städtchen Peyrusse-le-Roc wird von der Audiernes in einer Schlucht umflossen. Hier überquert die sehenswerte Brücke Pont du Parayre den Fluss.